# Sheila Heti
Sheila Heti (Toronto, 25 de dezembro de 1976) é uma escritora canadense de ascendência húngara.

## Biografia
Sheila Heti nasceu em Toronto no dia 25 de dezembro de 1976. Filha de imigrantes judeus húngaros, começou a estudar dramaturgia na Escola Nacional de Teatro do Canadá, em Montreal, mas desistiu do curso depois de um ano. Depois, estudou história e filosofia da arte na Universidade de Toronto.
Suas maiores influências literárias são o Marquês de Sade e Henry Miller.
A autora veio para o Brasil em 2019 para participar da 17ª Festa Literária Internacional de Paraty (FLIP) na mesa Bom Conselho, junto com a autora Kristen Roupenian.

### Livros publicados no Brasil
- Maternidade. São Paulo: Companhia das Letras, 2019. ISBN 9788535932041